# Liste der Naturdenkmale in Thallwitz

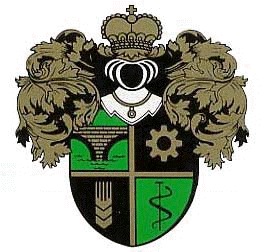
Wappen von Thallwitz

Lage von Thallwitz

In der Liste der Naturdenkmale in Thallwitz werden die Einzel-Naturdenkmale, Geotope und Flächennaturdenkmale
in der Gemeinde Thallwitz
im Landkreis Leipzig und ihren Ortsteilen Böhlitz, Canitz, Kollau,
Lossa, Nischwitz, Röcknitz, Wasewitz und Zwochau aufgeführt.
Bisher sind laut der angegebenen Quellen 12 Einzel-Naturdenkmal, 0 Geotope und 6 Flächennaturdenkmale bekannt und hier aufgelistet.
Die Angaben der Liste basieren auf Daten der Bekanntmachungs-Seite des Landkreises und den Daten auf dem Geoportal des Landkreises Leipzig.

## Definition
„Gesetz über Naturschutz und Landschaftspflege (BNatSchG), § 28 Naturdenkmäler:
 Naturdenkmäler sind rechtsverbindlich festgesetzte Einzelschöpfungen der Natur oder entsprechende Flächen bis zu fünf Hektar, deren besonderer Schutz erforderlich ist
1. aus wissenschaftlichen, naturgeschichtlichen oder landeskundlichen Gründen oder
2. wegen ihrer Seltenheit, Eigenart oder Schönheit.“

„SächsNatSchG, § 18 Naturdenkmäler (zu § 28 BNatSchG):
1. Die Erklärung nach § 22 Abs. 1 BNatSchG von Teilen von Natur und Landschaft als Naturdenkmal erfolgt durch Rechtsverordnung oder Einzelanordnung.
2. Über § 28 Abs. 1 BNatSchG hinaus können Naturdenkmäler zur Sicherung von Lebensgemeinschaften oder Lebensstätten von im Bestand gefährdeten oder streng geschützten Arten festgesetzt werden.“

## Legende
- Bild: zeigt ein vorhandenes Foto des Naturdenkmals.
- ND/GEO/FND-Nr: zeigt die jeweilige Nr. des Objekts – ND (Einzel-)Naturdenkmal, GEO Geotope oder FND (Flächen-Naturdenkmal)
- Beschreibung: beschreibt das Objekt näher
- Koordinaten: zeigt die Lage auf der Karte
- Quelle: Link zur Referenzquelle

## (Einzel-)Naturdenkmale (ND)
| Bild                                   | ND-Nr. | Ortsteil  | Alter | Beschreibung | Koordinaten                                                           | Quellen                       |
| -------------------------------------- | ------ | --------- | ----- | --- | --------------------------------------------------------------------- | ----------------------------- |
| Bild gesucht                           | ND 107 | Böhlitz   | unb.  | Pestlinde Böhlitz, befindet sich auf dem Kirchhof an der Martin-Luther-Kirche                                                             | 51° 26′ 28″ N, 12° 45′ 3″ O (Flurstück-Nr. 60)                        | SG Naturschutz: VO 1997-06-26 |
| Linden am Schloß Röcknitz              | ND 108 | Röcknitz  | unb.  | Linden am Röcknitzer Schloß, befinden sich neben dem Rittergutsteich gegenüber dem Herrenhaus, unweit des Geopark Porphyrland in Röcknitz | 51° 27′ 2″ N, 12° 46′ 48″ O (Flurstück-Nr. 1/2)                       | SG Naturschutz: VO 1997-06-26 |
| Bild gesucht                           | ND 109 | Röcknitz  | unb.  | Eiche im Park Röcknitz (ehemaliger Schlosspark, heute Geopark Porphyrland), südlich des Geo-Erlebnisgarten-Bereich                        | 51° 27′ 1″ N, 12° 46′ 54″ O (Flurstück-Nr. 1/3)                       | SG Naturschutz: VO 1997-06-26 |
| Bild gesucht                           | ND 110 | Röcknitz  | unb.  | Eiche an der Hauptstraße, neben Spielplatz im Geopark Porphyrland, am Parkplatz                                                           | 51° 27′ 8″ N, 12° 46′ 50″ O (Flurstück-Nr. 1/3)                       | SG Naturschutz: VO 1997-06-26 |
| Bild gesucht                           | ND 111 | Röcknitz  | unb.  | Eiche südlich Röcknitz, am Schwarzen Bach neben Weg an der Wasserburg                                                                     | 51° 27′ 7″ N, 12° 46′ 49″ O (Flurstück-Nr. 1f)                        | SG Naturschutz: VO 1997-06-26 |
| Bild gesucht                           | ND 112 | Röcknitz  | unb.  | Eichen an der Straße Bahndamm zwischen Röcknitz-Großzschepa, neben Schwarzen Bach südwestlich von Röcknitz                                | 51° 26′ 40″ N, 12° 46′ 20″ O (Flurstück-Nr. 220, 208, 208a, 518, 480) | SG Naturschutz: VO 1997-06-26 |
| Bild gesucht                           | ND 113 | Thallwitz | unb.  | südliche Eiche am Kollauer Wasserwerk, befindet sich südlich Stilles Wasser und südöstlich des Wasserwerk in Mulde-Aue                    | 51° 25′ 16″ N, 12° 39′ 56″ O (Flurstück-Nr. 280/19)                   | SG Naturschutz: VO 1997-06-26 |
| nördliche Eiche am Kollauer Wasserwerk | ND 114 | Thallwitz | unb.  | nördliche Eiche am Kollauer Wasserwerk, befindet sich direkt am Weg zum Wasserwerk in der Mulde-Aue                                       | 51° 25′ 20″ N, 12° 39′ 55″ O (Flurstück-Nr. 280/20)                   | SG Naturschutz: 1997-06-26    |
| Bild gesucht                           | ND 115 | Thallwitz | unb.  | westliche Schießhausmauereiche, östlich des Ortes am verlängerten Weg im Ilsental, Uferweg entlang der Lossa                              | 51° 25′ 52″ N, 12° 41′ 32″ O (Flurstück-Nr. 452a)                     | SG Naturschutz: VO 1997-06-26 |
| Bild gesucht                           | ND 116 | Thallwitz | unb.  | östliche Schießhausmauereiche, östlich des Ortes am verlängerten Weg im Ilsental, Uferweg entlang der Lossa                               | 51° 25′ 50″ N, 12° 41′ 32″ O (Flurstück-Nr. 452a)                     | SG Naturschutz: VO 1997-06-26 |
| Weitere Bilder                         | ND 117 | Thallwitz | unb.  | Buche im Schlosspark Thallwitz, am südöstlichen Rand den Parks am Weg                                                                     | 51° 25′ 47″ N, 12° 40′ 37″ O (Flurstück-Nr. 990)                      | SG Naturschutz: VO 2013-09-03 |
| Linden am Schloß Röcknitz              | ND 118 | Kollau    | unb.  | Grenzeiche Thallwitz, an der Straße nach Kollau westlich von Thallwitz                                                                    | 51° 25′ 46″ N, 12° 40′ 3″ O (Flurstück-Nr. 47, 859)                   | SG Naturschutz: VO 1997-06-26 |

## Flächennaturdenkmale
| Bild           | FND-Nr.   | Name                                            | Beschreibung                                                                      | Verordnet  | Fläche               | Koordinaten                  | Quellen                        |
| -------------- | --------- | ----------------------------------------------- | --------------------------------------------------------------------------------- | ---------- | -------------------- | ---------------------------- | ------------------------------ |
| Weitere Bilder | l_la: 003 | Flusstal der Lossa zwischen Thallwitz und Lossa | Fluss und Uferbiotop entlang des Verlaufs der Lossa                               | 19.12.1986 | 43.131 m²            | 51° 25′ 19″ N, 12° 42′ 33″ O | Beschluss RdK Wurzen 127-26/86 |
| Bild gesucht   | l_la: 008 | Krippelwasser Kollau                            | Sumpfteich-Biotop am Weg zum Mulde-Wehr nördlich Kollau                           | 19.12.1986 | 3.559 m² + 47.610 m² | 51° 25′ 54″ N, 12° 39′ 20″ O | Beschluss RdK Wurzen 127-26/86 |
| Weitere Bilder | l_la: 009 | Ochsenhute Thallwitz                            | Sumpfteich westlich Schlosspark Thallwitz                                         | 19.12.1986 | 2.556 m²             | 51° 25′ 56″ N, 12° 40′ 34″ O | Beschluss RdK Wurzen 127-26/86 |
| Weitere Bilder | l_la: 017 | 2 Lehmlöcher Thallwitz                          | zwei Feuchtbiotope am verlängerten Auenweg, südlich von Schlosspark               | 19.12.1986 | 8.357 m² + 4.016 m²  | 51° 25′ 34″ N, 12° 40′ 45″ O | Beschluss RdK Wurzen 127-26/86 |
| Bild gesucht   | l_la: 019 | Schenkteich bei Röcknitz                        | Teichbiotop am Zwochauer Graben an der Thammenhainer Straße, östlich von Röcknitz | 19.12.1986 | 4.744 m²             | 51° 26′ 56″ N, 12° 47′ 59″ O | Beschluss RdK Wurzen 127-26/86 |
| Bild gesucht   | l_la: 077 | die Schanzen                                    | Waldhain am Weg Im Ilsental östlich von Thallwitz nach Böhlitz                    | 31.03.1976 | 8.230 m²             | 51° 26′ 12″ N, 12° 42′ 41″ O | Beschluss RdK Wurzen 32-7/76   |